# Eduard von Winterstein
Pour les articles homonymes, voir Winterstein.
Eduard von Winterstein, né Eduard Clemens Franz, baron von Wangenheim-Winterstein le 1er août 1871 à Vienne et mort le 22 juillet 1961 à Berlin, est un acteur de théâtre et de cinéma allemand.

## Biographie
Il est le fils d'Hugo, baron von Wangenheim-Winterstein (1834-1924), un grand propriétaire terrien de Thuringe, et de sa seconde épouse, l'actrice d'origine hongroise Aloysia (Luise) Dub (1832-1904). Il fit ses débuts en 1889 et joua sur des scènes fameuses de Berlin, comme celles du Deutsches Theater ou du Théâtre Schiller, à partir de 1895. Il commença à tourner pour le cinéma muet en 1913. Il interprétait surtout des personnages empreints de respectabilité, comme des juges, des généraux, des directeurs, etc.
Il joua dans plus de 160 films dirigés par les grands réalisateurs de son époque. Il vécut après la guerre à Berlin-Est.
Il est le père de l'acteur communiste Gustav von Wangenheim. Il mourut peu de temps avant son 90e anniversaire. Il est enterré au cimetière central de Friedrichsfelde à Berlin-Est.

## Filmographie partielle
- 1915 : Märtyrerin der Liebe de Rudolf Biebrach
- 1919 : Nerven, de Robert Reinert
- 1919 : Opium de Robert Reinert
- 1919 : Passion (Madame Dubarry), d'Ernst Lubitsch
- 1920 : Der Reigen de Richard Oswald
- 1921 :  Hamlet, de Svend Gade et Heinz Schall : Claudius
- 1921 : Danton de Dimitri Buchowetzki : François-Joseph Westermann
- 1921 : Les Trois Lumières (Der müde Tod) de Fritz Lang : le calife
- 1921 : Die Fremde aus der Elstergasse d'Alfred Tostary
- 1922 : Fridericus Rex d'Arzén von Cserépy
- 1922 : La Terre qui flambe (Die brennende Acker) de Friedrich Wilhelm Murnau : le comte von Rudenburg
- 1923 : Guillaume Tell (Wilhelm Tell) de Rudolf Dworsky et Rudolf Walter-Fein
- 1924 : Garragan de Ludwig Wolff
- 1926 : La Bonne Réputation de Pierre Marodon
- 1927 : Maquillage (Da hält die Welt den Atem an) de Felix Basch
- 1929 : Sainte-Hélène (Napoleon auf St. Helena) de Lupu Pick
- 1930 : Aimé des dieux
- 1930 : Lui et moi d'Harry Piel
- 1930 : L'Ange bleu (Der blaue Engel) de Josef von Sternberg : le directeur du lycée
- 1930 : L'Autre (Titre de sortie en France : Le Procureur Hallers) (Der Andere) de Robert Wiene, d'après la pièce de Paul Lindau : le docteur Koehlert
- 1931 : Das Lied vom Leben d'Alexis Granowsky
- 1932 : Nous les mères (Das erste Recht des Kindes) de Fritz Wendhausen, interdit à partir de 1933 sur l'intervention d'Himmler
- 1933 : Morgenrot (sorti en 1933 aux États-Unis sous le titre de Dawn et en Italie L'Inferno dei mari, etc.) de Vernon Sewell et Gustav Ucicky : le capitaine Kolch
- 1935 : Les Cent Jours de Napoléon (Hundert Tage) de Franz Wenzler
- 1935 : La Fille des marais (Das Mädchen vom Moorhof), de Douglas Sirk
- 1935 : Le Haut Commandement (Der höhere Befehl) de Gerhard Lamprecht
- 1937 : Madame Bovary de Gerhard Lamprecht :
- 1938 : Napoleon ist an allem schuld de Curt Goetz
- 1938 : Preußische Liebgeschichte de Paul Martin sur l'histoire d'amour entre le prince Guillaume de Prusse et la princesse Elisabeth Radziwill ; interdit par la censure, il ne sortira qu'en 1950 : le général von Gneisenau
- 1939 : La Lutte héroïque d'Hans Steinhoff
- 1939 : Die Reise nach Tilsit de Veit Harlan
- 1940 : Marie Stuart (Das Herz der Königin) de Carl Froelich avec Zarah Leander
- 1940 : Bismarck de Wolfgang Liebeneiner : le général von Manstein
- 1941 : Annelie de Josef von Báky
- 1941 : Le Président Krüger (Ohm Krüger) : le commandant Crojne
- 1942 : Rembrandt de Hans Steinhoff : van Straaten
- 1943 : Les Aventures fantastiques du baron Münchhausen de Josef von Báky : le père du baron de Münchhausen
- 1944 : La parole est à la défense (Der Verteidiger hat das Wort) de Werner Klingler : le président
- 1951 : Le Sujet de l'Empereur (Der Untertan) de Wolfgang Staudte, produit par la DEFA, d'après le roman d'Heinrich Mann
- 1958 : Emilia Galotti de Martin Hellberg, d'après la pièce de Lessing

## Récompenses
- 1950 Prix national de la République démocratique allemande, IIIe classe
- 1951 Prix d'interprétation masculine au Festival international du film de Karlovy Vary pour Die Sonnenbrucks
- 1952 Prix national de la République démocratique allemande, IIe classe
- 1955 Prix Goethe de la ville de Berlin (Berlin-Est)